# 唐峰 (南極洲)
唐峰（英語：Tongue Peak），是南極洲的山峰，位於阿蒙森海岸，處於法爾利山西北面6公里的霍爾茲沃思冰川和斯科特冰川之間，海拔高度約2,450米，美國地質調查局根據測量和美國海軍拍攝的空中照片繪入地圖，現時由南極條約體系管理。